# Tellervo assarica
Tellervo assarica is een vlinder uit de familie Nymphalidae, onderfamilie Danainae.
De wetenschappelijke naam van de soort is voor het eerst geldig gepubliceerd in 1781 door Caspar Stoll.